# Thesprotiella festae
Thesprotiella festae är en bönsyrseart som beskrevs av Giglio-tos 1915. Thesprotiella festae ingår i släktet Thesprotiella och familjen Thespidae. Inga underarter finns listade i Catalogue of Life.